# Чапліна (громада)
Чапліна (хорв. і босн. Opština Čapljina, серб. Општина Чапљина) — боснійська громада, розташована в Герцеговинсько-Неретванському кантоні Федерації Боснії і Герцеговини. Адміністративним центром є місто Чапліна.

## Населення
| Чапліна      |                 |                 |                 |                 |
| рік перепису | 2013            | 1991            | 1981            | 1971            |
| босняки      | 4 541 (17,36%)  | 7 672 (27,52%)  | 6 830 (26,24%)  | 6 999 (24,78%)  |
| серби        | 714 (2,730%)    | 3 753 (13,46%)  | 3 467 (13,32%)  | 3 896 (13,80%)  |
| хорвати      | 20 538 (78,52%) | 14 969 (53,69%) | 13 931 (53,51%) | 16 884 (59,79%) |
| югослави     | 0               | 1 047 (3,755%)  | 1 591 (6,112%)  | 206 (0,729%)    |
| інші         | 364 (1,392%)    | 441 (1,582%)    | 87 (0,334%)     | 113 (0,400%)    |
| усього       | 26 157 (100,0%) | 27 882 (100,0%) | 26 032 (100,0%) | 28 240 (100,0%) |

| Боснія і Герцеговина | Це незавершена стаття з географії Боснії і Герцеговини. Ви можете допомогти проєкту, виправивши або дописавши її. |